# Wilhelm Ernst von Buddenbrock
Wilhelm Ernst von Buddenbrock (* 1715 in Gurnen; † 17. April 1760 in Lauban) war ein preußischer Major und Kommandeur des 1. Stehenden Grenadier-Bataillons.

## Leben

### Herkunft
Wilhelm Ernst war Angehöriger des baltisch-preußischen Adelsgeschlechts von Buddenbrock. Seine Eltern waren Otto Heinrich von Buddenbrock (1667–1729) und dessen erste Frau Anna Catharina von Buddenbrock a.d.H. Gurnen. Seine Brüder waren die preußischen Generalmajore Ludwig von Buddenbrock (1720–1782) und Bernhard Friedrich von Buddenbrock (1725–1807).

### Militärkarriere
Buddenbrock ist jung in die Preußische Armee eingetreten und nahm in den Jahren 1734 und 1735 im Infanterieregiment Nr. 2 am Feldzug am Rhein teil. Hiernach avancierte er zum Sekondeleutnant und stieg am 17. Dezember 1743 weiter auf zum Premierleutnant im Grenadierbataillon „von Byla“. Ohne vorher Stabskapitän gewesen zu sein, erhielt er im April 1752 das Kommando über eine Grenadierkompanie, avancierte am 26. Mai 1758 zum Major und erhielt schließlich im Januar 1759 sein Grenadierbataillon als Kommandeur.
Buddenbrock hat an den Schlesischen Kriegen, insbesondere den Schlachten bei Chotusitz, Reichenberg, Prag und Hochkirch, wo er verwundet wurde, teilgenommen. Er starb auf dem Feldzug an einem hitzigen Fieber.

### Familie
Buddenbrock war mit Wilhelmine Sophia Charlotte von Hake a.d.H. Groß-Kreutz (1735–1815) verheiratet, die sich als Witwe 1767 mit dem preußischen Generalleutnant Friedrich Wilhelm von Gaudi (1725–1788) wiedervermählte.